# ECDMA44
ECDMA44 è una District Management Area della municipalità distrettuale di Alfred Nzo.
Il suo territorio  si estende su una superficie di 136 km². 
L'area non risulta popolata.
Il suo territorio ricade all'interno del O'Conners Camp.